# Manga Erotics
《Manga Erotics》（日语：マンガ・エロティクス）是由太田出版發行的日本季刊漫畫雜誌。於每年的1月、4月、7月及10月的15日發售。於1999年4月創刊，創刊數年後休刊。
「MANGA EROTICS」創刊於1999年4月15日，由漫画家山本直樹擔任監督，以「針對成年人的色情漫畫」（おとなのためのエロティックコミックをキャッチフレーズ）作為口號，主要刊登短篇漫畫。
自2002年開始，每年發售一次至三次。其後，與同為太田出版的月刊「Manga F」（マンガ・エフ）合併成雙月刊「Manga Erotics F」（マンガ・エロティクス・エフ）。

## 主要刊載作品
- - Iron Maiden
- - 蟻
- - うろしま物語
- - 奥様は18歳
- - 勝手にしやがれ
- - 日曜日